# 迈克·吉布森
迈克尔·杰尔姆·吉布森（英語：Michael Jerome Gibson，1960年10月27日—），美国NBA联盟前职业篮球运动员。他在1982年的NBA选秀中第2轮第44顺位被华盛顿子弹选中。